# معاون مارشال سیم
معاون مارشال سِیْم جمهوری لهستان (لهستانی: Wicemarszałek Sejmu RP) فردی است که برای ریاست جلسات سِیم (مجلس پایین مجلس لهستان) در زمانی که مارشال سیم ریاست ندارد انتخاب می‌شود. در طول دوره جمهوری سوم لهستان، همیشه چندین معاون مارشال وجود داشته است که معمولاً از برخی یا همه گروه‌های مختلف پارلمانی انتخاب می‌شوند، نه از اکثریت دولت (اگرچه احزاب حاکم همیشه اکثریت را در هیئت مدیره سیم، که از مارشال و معاون مارشال تشکیل می‌شود، دارند).

## پیوند به زبان های دیگر
- مشارکت‌کنندگان ویکی‌پدیا. «Deputy Marshal of the Sejm». در دانشنامهٔ ویکی‌پدیای انگلیسی، بازبینی‌شده در ۲۷ فوریه ۲۰۲۵.